# Surinaamse parlementsverkiezingen 2020/Kandidatenlijst/VHP
Dit is de lijst van kandidaten voor de Surinaamse parlementsverkiezingen in 2020 van VHP. De verkiezingen vonden plaats op 25 mei 2020. De landelijke partijleider is Chan Santokhi.
De onderstaande deelnemers kandideren op grond van het districten-evenredigheidsstelsel voor een zetel in De Nationale Assemblée. Elk district heeft een eigen lijsttrekker. Los van deze lijst vinden tegelijkertijd de verkiezingen van de ressortraden plaats. Daarvoor geldt het personenmeerderheidsstelsel. De kandidaten voor de ressortraden staan hieronder niet genoemd.

## Lijsten
Hieronder volgen de kandidatenlijsten op alfabetische volgorde per district.

### Brokopondo
1. Jozef Tooy
2. Antonius Goedewacht
3. Irene Main

### Commewijne
1. Roy Mohan
2. Soerjani Mingoen-Karijomenawi
3. Mohamedsafiek Radjab
4. Mark Lall

### Coronie
1. Merlien Trustfull
2. Cliffy Kartowitono

### Marowijne
1. Rosinah Tomopawiro-Van Brussel
2. Daniël Prika
3. John van Genderen

### Nickerie
1. Harriët Ramdien
2. Niesha Jhakry
3. Mohamedsafiek Gowrie
4. Stephen Madsaleh
5. Jeetendra Kalloe

### Para
1. Aleandro Karwofodi
2. Desmond MacNack
3. Soeshma Bahadoer

### Paramaribo
1. Krishna Mathoera
2. Cedric van Samson
3. Riad Nurmohamed
4. Cheryl Dijksteel
5. Dew Sharman
6. Sham Binda
7. Rui Wang
8. Kishan Ramsukul
9. Ronny Aloema
10. Ryan Nannan
11. Grachelle Sluisdom
12. Varsha Ramratan
13. Thalicia Atmodimedjo
14. Michelle Seedo
15. Jason Gummels
16. Rishma Kuldipsingh
17. Ganeshkoemar Kandhai

### Saramacca
1. Radjinder Debie
2. Nathalie Amatmohamed
3. Mahinder Jogi

### Sipaliwini
1. Harriette Lugard
2. Olvie Gazon
3. Violet King
4. Evert Javinde

### Wanica
1. Chan Santokhi
2. Asiskumar Gajadien
3. Reshma Mangre
4. Sidik Moertabat
5. Mohammad Mohab-Ali
6. Henk Aviankoi
7. Melissa Bruinhart

Kandidaten per partij: A20 · 
ABOP · 
BEP · 
DA'91 · 
DNW · 
DOE · 
HVB · 
NDP · 
NPS · 
PALU · 
PL · 
PRO/APS · 
SDU · 
SPA · 
STREI! · 
VHP · 
VVD
Kandidaten per district: Brokopondo · 
Commewijne · 
Coronie · 
Marowijne · 
Nickerie · 
Para · 
Paramaribo · 
Saramacca · 
Sipaliwini · 
Wanica